# Pieter van Maldere
Pieter van Maldere (även Pierre), född 16 oktober 1729, död 1 november 1768, var en belgisk violinist och kompositör.
van Maldere föddes i Bryssel,där han förmodligen fick sin musikaliska utbildning vid hovkapellet. Från och med 1749 var han hovviolinist hos prins Karl Alexander av Lothringen, generalguvernör över Österrikiska Nederländerna, nuvarande Belgien. 1751-1753 var van Maldere musikalisk ledare för  Philarmonick Concerts i Dublin och 1754 framträdde han vid Concert Spirituel i Paris. Han agerade följeslagare till prinsen på dennes många resor i Europa, bland annat till Wien, där hans två första komiska operor hade premiär på Schönbrunn 1756 och 1758. Sistnämnda år befordrades han till prinsens valet de chambre och 1763-1767 var han ledare för teatern La Monnaie, vilket slutade i ekonomisk katastrof.

## Verk

### Instrumentalmusik
- 6 triosonater, Op.1
- 6 Symfonier, Op.4
- 6 Violinsonater, Op.5
- 3 Klavertrios, Op.7

Ytterligare 37 symfonier, 21 triosonater och 9 violinsonater

### Operor
- Le Déguisement pastoral, 1756
- Les Amours champêtres, 1758
- La Bagarre, 1763
- Le Médecin de l'amour, 1766
- Le Soldat par amour, 1766